# International Organization
International Organization (IO)es una revista académica trimestral revisada por pares que cubre todo el campo de las relaciones internacionales. Fue establecida en 1947 y es publicada por Cambridge University Press en nombre de la International Organization Foundation. El editor en jefe es Erik Voeten (Universidad de Georgetown). En julio de 2022 se nombra como coeditores en jefe a Brett Ashley Leeds y Layna Mosley.
International Organization es considerada la revista líder en el campo de las relaciones internacionales y una de las principales revistas en ciencia política. En una encuesta de 2005 de académicos de relaciones internacionales sobre «qué revistas publican artículos que tienen el mayor impacto» en su campo, aproximadamente el 70% incluyó a International Organization entre las 4 «principales revistas», ubicándola en el primer lugar entre 28 revistas. Según Journal Citation Reports, la revista tiene un factor de impacto de 4.517 en 2017, lo que la ubica en el segundo lugar entre 169 revistas en la categoría «Ciencias políticas» y en el primero entre 85 revistas en la categoría «Relaciones internacionales».
La revista fue fundada en 1947 por la World Peace Foundation, una institución filantrópica. En sus primeros años, la revista se centró en las Naciones Unidas, pero amplió su alcance con el tiempo para convertirse en una revista general de relaciones internacionales. A la revista se le atribuye haber ayudado a establecer el subcampo de la economía política internacional dentro de las relaciones internacionales. Robert Keohane y Joseph Nye, quienes se unieron a la revista en 1968, desempeñaron un papel importante en la dirección de la revista de una erudición centrada en la ONU a una erudición generalista en relaciones internacionales. Keohane y Nye ampliaron la definición de institución para que no se refiriera exclusivamente a organizaciones formales. En la década de 1990, la revista desempeñó un papel importante en la expansión del pluralismo teórico de la erudición de las relaciones internacionales, destacando las teorías sociales (como la elección racional y el constructivismo) junto con los marcos teóricos realistas y liberales tradicionales.
Keohane fue editor de la revista de 1972 a 1980. Peter J. Katzenstein fue editor de la revista de 1980 a 1986. Stephen D. Krasner fue editor de la revista de 1986 a 1991. Lisa Martin fue la primera mujer editora de la revista de 2001 a 2006. La revista ha sido la revista insignia de relaciones internacionales desde mediados de la década de 1970.
Tiene establecido un premio anual, el premio Robert O. Keohane, que reconoce los años de servicio de Keohane a IO y el apoyo a los jóvenes académicos. El premio de 500 dólares se entrega anualmente al mejor artículo de investigación en IO escrito por un académico no titular.